# Tairrie B
Tairrie B., de son vrai nom Theresa Beth, née le 18 janvier 1965 à Anaheim, en Californie, est une rappeuse, chanteuse et compositrice américaine. Elle commence sa carrière musicale en tant que rappeuse, puis se convertit en chanteuse de metal alternatif, avant de revenir en 2015 dans la scène rap.

## Biographie
Tairrie B. commence sa carrière musicale en tant que membre du duo féminin de dance Bardeux. Après la réalisation d'un premier single, Three-Time Lover, en 1987, elle quitte le groupe. 
Sous la tutelle du rappeur Eazy-E du groupe N.W.A., elle est signée à son label Ruthless Records (sous une nouvelle emprunte appelée Comptown Records) et publie son premier album, The Power of A Woman, qui, contrairement aux autres albums de Ruthless, est distribué par MCA Records. Tairrie travaille ensuite à un deuxième album, Single White Female mais avant que la réalisation en soit achevée, elle décida de changer de direction musicale. Après avoir rompu son contrat avec Eazy-E, juste quelques semaines avant la mort de celui-ci en 1995, elle forme successivement les groupes Manhole (renommé par la suite Tura Satana), My Ruin et LVRS. En décembre 2008, Tairrie épouse Mick Murphy, son associé et guitariste au sein de My Ruin. Elle annonce alors sur le blog officiel du groupe et sur leur MySpace qu'elle avait changé son nom de famille en Murphy, mais continuerait à employer le nom de Tairrie B. pour la musique.
En août 2015, Tairrie B. revient à ses racines rap avec un troisième album intitulé Vintage Curses. Le 30 octobre 2015, le réalisateur John Waters commente la carrière de rappeuse de Tairrie B lors d'un entretien avec Iggy Pop sur la BBC Radio 6 « ...elle fait partie de l'histoire, elle est la première fille blanche à rapper d'après mes souvenirs. »

## Discographie

### Albums studio
- 1990 : The Power of a Woman
- 1993 : Single White Female
- 2015 : Vintage Curses

### Manhole - Tura Satana
- 1996 : All Is Not Well (sous le nom de Manhole, Noise Records)
- 1998 : All Is Not Well (réédition de l'album de 1996 sous le nouveau nom de Tura Satana avec des bonus live, Noise Records)
- 1998 : Relief Through Release (sous le nom de Tura Satana, Noise Records)

### My Ruin
- 1999 : Terror/June 10th - vinyl et CD single
- 1999 : Speak and Destroy - album
- 1999 : Tainted Love/Blasphemous Girl - vinyl et CD single
- 2000 : A Prayer Under Pressure of Violent Anguish - album
- 2000 : Beauty Fiend/Masochrist - vinyl et CD single
- 2001 : To Britain with Love & Bruises -  album live
- 2002 : Blasphemous Girl - compilation, double CD
- 2003 : The Shape of Things to Come - EP 5 titres
- 2003 : The Horror of Beauty - album
- 2003 : Ruined and Recalled
- 2005 : The Brutal Language - album
- 2008 : Throat Full of Heart - album et DVD
- 2008 : Alive on the Other Side - album live et DVD live
- 2010 : Ghosts and Good Stories
- 2011 : A Southern Revelation

### The LVRS
The LVRS est un duo de spoken word monté avec Mick Murphy.
- 2003 : The Murder of Miss Hollywood (autoproduction)
- 2004 : The Secret Life of Lola Burns (autoproduction)
- 2006 : Death Has Become Her (Rovena Recordings/Undergroove UK)